# Herverkiezing
Herverkiezing is de verkiezing van een persoon in een functie die hij al eerder heeft bekleed.

## Opvattingen over herverkiezing
Tegenstanders van herverkiezing worden antireëlectionisten genoemd. Antireëlectionisten menen dat herverkiezing ondemocratisch is. Zij vrezen dat herverkiezing een te sterke centralisatie van macht bij een persoon kan veroorzaken, en dat het de scheiding der machten in gevaar kan brengen. Verder zou een beperking van herverkiezing de politieke participatie bevorderen, doordat meer mensen kans hebben gekozen te worden.
Tegenstanders van een verbod op herverkiezing vinden antireëlectionisme vaak juist ondemocratisch. Zij zijn van mening dat het ondemocratisch is bepaalde personen van verkiezingsdeelname uit te sluiten. Verder betogen tegenstanders van antireëlectionisme dat door uitzicht op herverkiezing zittende politici vaak meer geneigd zijn naar hun electoraat te luisteren en verkiezingsbeloften na te komen. Wanneer politici toch niet herkozen kunnen worden, hebben zij tijdens hun bestuur toch niets te verliezen, wat het nemen van besluiten die tegen de mening van het volk ingaan of corruptie in de hand kan werken. John Locke was de eerste die in dit verband wees op de noodzaak van mogelijkheid tot herverkiezing. Een derde argument dat tegenstanders van antireëlectionisme aanvoeren is dat wanneer politici maar een termijn kunnen dienen, zij niet lang genoeg de tijd hebben om ervaring op te doen. Het verbieden van herverkiezing zou dan het weggooien van opgedane ervaring betekenen.

## Wetgeving
In het oude Athene was het voor bijna geen enkele functie toegestaan meerdere termijnen te dienen, daar de Atheners vreesden dat dit corruptie in de hand zou werken. Slechts strategen konden meerdere malen herkozen worden, en zij ontpopten zich dan ook dikwijls als de machtigste personen in de Atheense politiek. In de Romeinse Republiek konden censoren slechts een keer dienen en was het consuls niet toegestaan twee opeenvolgende termijnen te dienen.
Tegenwoordig bestaat wetgeving die herverkiezing beperkt vooral in landen met een presidentieel systeem. In landen met een parlementair systeem is het gevaar dat veel macht zich bij een persoon concentreert immers kleiner. Volgens het tweeëntwintigste amendement van de grondwet van de Verenigde Staten mag de president van de Verenigde Staten slechts twee termijnen dienen. Dit amendement werd ingevoerd in 1951 en was mede ingegeven door de vier keer dat Franklin D. Roosevelt tot president is gekozen. In 36 staten bestaan wetten die herverkiezing op de een of andere manier aan banden leggen. Behalve de president en gouverneurs zijn er nauwelijks beperkingen op herverkiezing in de Verenigde Staten. Voor senatoren is het zelfs niet ongebruikelijk tientallen jaren te zitten.
Een land met een zeer sterke beperking van herverkiezing is Mexico. Sinds de Mexicaanse Revolutie, veroorzaakt door de achtste herverkiezing van dictator Porfirio Díaz is antireëlectionisme een vast onderdeel van de Mexicaanse politiek. De president van Mexico en gouverneurs mogen in geen enkel geval herkozen worden. Burgemeesters mogen slechts één keer herkozen worden en leden van het Congres van de Unie mogen alleen herkozen worden wanneer het om twee termijnen gaat die elkaar niet direct opvolgen. Hoewel er de laatste jaren steeds meer kritiek op dit strenge antireëlectionisme is gekomen, zijn tegenstanders van antireëlectionisme er nog niet in geslaagd de grondwet aan te passen. Veel andere Latijns-Amerikaanse landen kennen ook beperkingen op herverkiezing, zij het niet zo sterk als in Mexico.
Sommige bijzonder autocratische leiders hebben weleens het risico niet herkozen te worden omzeild door zich tot president-voor-het-leven te laten verkiezen. Dergelijke leiders worden doorgaans als dictator gezien.